# The Reincarnation of Benjamin Breeg
The Reincarnation of Benjamin Breeg è un singolo degli Iron Maiden, primo estratto dall'album A Matter of Life and Death, pubblicato il 14 agosto 2006.
Il brano è arrivato in prima posizione in Spagna (tre settimane), in Svezia (due settimane) e Finlandia, in quarta in Danimarca e in nona in Norvegia.

## Il brano
Il brano, della durata di oltre sette minuti, è firmato da Dave Murray e Steve Harris. La musica proviene da una serie di idee presentate da Murray ad Harris, il quale si è occupato di comporre la canzone e scrivere testo e melodie. I due autori l'hanno descritto come "basato più sui riff e dal tempo medio" (Harris) e "dritto al punto e basato sul groove" (Murray). L'assolo di chitarra è eseguito da Dave Murray.

## Benjamin Breeg
(Dave Murray)
Una utente del Fan Club ufficiale degli Iron Maiden, nota con il nickname "Little Trooper", ottenne la possibilità di ascoltare in anteprima alcune tracce di A Matter of Life and Death prima della pubblicazione ufficiale e di intervistare Janick Gers e Nicko McBrain. L'ultima domanda che ha posto è stata «Chi è Benjamin Breeg?», domanda che non ha ottenuto risposta: dopo che i due musicisti scoppiarono in una risata, McBrain ha affermato che sarebbe stato meglio chiedere a Steve Harris.
Commentando il brano durante le interviste filmate per il documentario relativo alla produzione dell'album, il chitarrista e coautore Murray consigliò agli spettatori di stare "attenti a Benjamin".
Altri membri della band hanno sempre tenuto nascosta questa informazione: ancora Harris, interrogato in proposito durante il già citato documentario, affermò che rivelare l'identità di Benjamin Breeg "sì che sarebbe stata una bella notizia" ("Ah, now that would be telling").

### La "biografia" di Benjamin Breeg
Fu creato un sito internet apposito il cui autore, che si firmava A. Breeg e si dichiarava cugino di Benjamin Breeg, riportava la biografia del personaggio. Affermava inoltre di essere stato incuriosito dal fatto che un gruppo musicale di nome Iron Maiden avrebbe di lì a poco pubblicato un brano intitolato proprio The Reincarnation of Benjamin Breeg e di aver cercato di contattarli, ma di non aver avuto nessuna informazione in proposito dalla loro etichetta.
Secondo il sito, Benjamin Breeg nacque il 3 settembre 1939, a Londra. Nel 1947 rimase orfano, poiché i suoi genitori morirono in un incendio di cui non si scoprì mai l'origine. Spedito in orfanotrofio, non legò con nessuna delle tre famiglie che provarono ad adottarlo e mostrò una personalità intelligente, ma solitaria. Sviluppò però un grande interesse per la religione ed espresse interesse nell'entrare a far parte del clero.
Cominciò ad avere incubi a dieci anni. In parallelo, dimostrò un certo talento nella pittura e produsse una serie di quadri, in cui rappresentava le visioni che lo tormentavano nel sonno e che risultarono "disturbanti" per molte delle persone a cui li mostrò. La maggior parte dei suoi dipinti sono oggi perduti. Si sospetta li abbia distrutti lui stesso.
Nel 1954 lasciò l'orfanotrofio e cominciò a lavorare in un'impresa di pompe funebri come incisore di lapidi. Il suo interesse per la religione divenne un'ossessione e visse da solo.
Passò la maggior parte degli anni '60 a viaggiare per il mondo. Nel 1971 tornò in Inghilterra e trovò impiego presso l'Istituto Internazionale di Investigazioni Paranormali. Nei successivi sei anni scrisse non meno di quattro libri a proposito delle pratiche occulte dei Paesi che aveva visitato.
Benjamin Breeg scomparve nel nulla il 18 giugno 1978, e nessuno ha mai saputo più nulla di lui.
Il cugino di Benjamin Breeg che ha "curato" il sito, affermando di aver ritrovato alcune foto di Benjamin in un vecchio baule, chiedeva, a chiunque avesse informazioni, di fornirgliene, poiché voleva ricongiungersi al proprio parente perduto. Stando all'ultimo capitolo della storia, un uomo di origine romene si è fatto avanti; lo scrivente affermava di aver un appuntamento con costui il 18 agosto 2006. La stessa persona aveva già scritto ad A. Breeg una email contenente l'epitaffio in romeno che compare anche sulla copertina del singolo.

## Tracce

### CD
1. The Reincarnation of Benjamin Breeg – 7:21 (Dave Murray, Steve Harris)
2. Hallowed Be Thy Name (Live - BBC Radio 1 "Legends" Sessions) – 7:13 (Harris)

### CD Promo
1. The Reincarnation of Benjamin Breeg – 7:21 (Murray, Harris)
2. The Reincarnation of Benjamin Breeg (Rock Club Version) – 5:25 (Murray, Harris)

### Vinile 10"
1. The Reincarnation of Benjamin Breeg – 7:21 (Murray, Harris)
2. The Trooper (Live - BBC Radio 1 "Legends" Sessions) – 3:56 (Harris)
3. Run to the Hills (Live - BBC Radio 1 "Legends" Sessions) – 3:59 (Harris)